# Delay

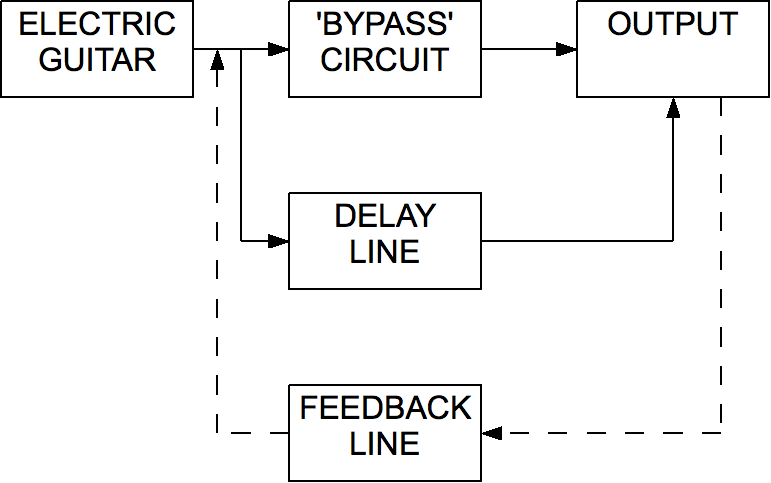
"Diagrama de bloco do fluxo de sinal para uma típica linha de atraso simples", ligado a uma guitarra elétrica, por exemplo. A linha pontilhada indica o componente variável.

Delay é um efeito acústico e uma unidade de efeitos que grava um sinal de entrada em um meio de armazenamento e, em seguida, o reproduz após um período de tempo. O sinal atrasado pode ser reproduzido várias vezes ou reproduzido novamente na gravação, para criar o som de um eco repetitivo e decadente.